# Caloparyphus tetraspilus
Caloparyphus tetraspilus är en tvåvingeart som först beskrevs av Friedrich Hermann Loew 1866.  Caloparyphus tetraspilus ingår i släktet Caloparyphus och familjen vapenflugor. Inga underarter finns listade i Catalogue of Life.